# Rhantus alutaceus
Rhantus alutaceus är en skalbaggsart som beskrevs av Fauvel 1883. Rhantus alutaceus ingår i släktet Rhantus och familjen dykare. IUCN kategoriserar arten globalt som starkt hotad. Inga underarter finns listade i Catalogue of Life.

## Bildgalleri

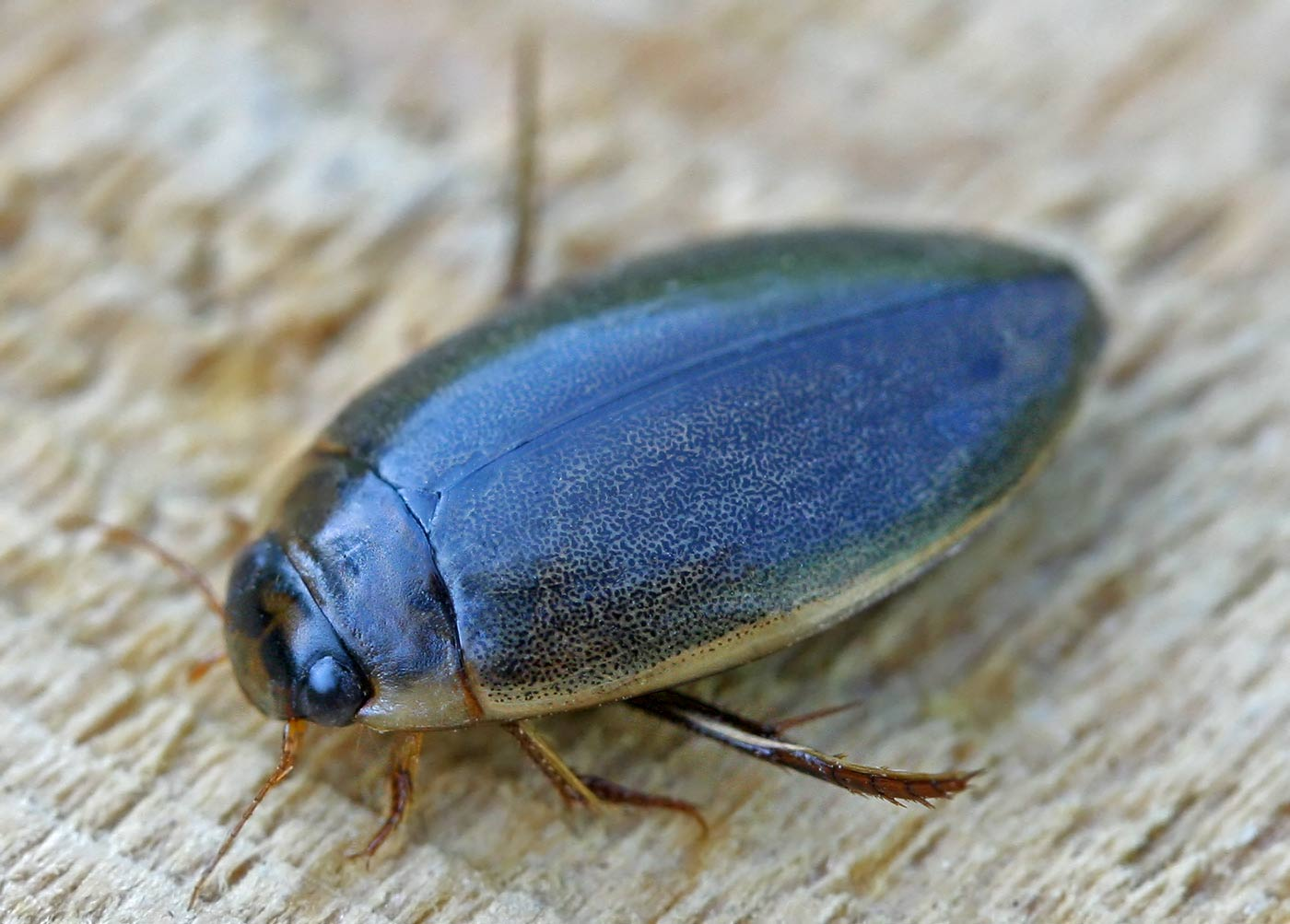